# Longitarsus incospicuus
Longitarsus incospicuus is een keversoort uit de familie bladkevers (Chrysomelidae). De wetenschappelijke naam van de soort werd in 1860 gepubliceerd door Thomas Vernon Wollaston.